# Sosna-R
II Sosna-R (in cirillico: Сосна-P, nome in codice NATO: SA-24-?) è un sistema missilistico antiaereo a corto raggio di fabbricazione russa, pensato per fornire una difesa aerea a 360°, secondo il produttore può neutralizzare attacchi aerei di precisione condotti da missili cruise, missili guidati, elicotteri d'attacco e droni da combattimento entro un raggio di 10 km di distanza e 5 km di altitudine. Noto in patria anche con i seriali 9M340 e 9M337, che designano i missili supersonici a doppio stadio che impiega, e designato Bagulnik nel mercato domestico, è considerato l'erede dello 93K5 Strela.
Terminati con successo i test nel corso del 2017, il ministero della difesa russo ha confermato la sua entrata in servizio nel 2019 e la produzione seriale a partire dal 2022.

## Sviluppo
Come per molti progetti nati durante il periodo della dissoluzione dell'Unione Sovietica, anche lo sviluppo del Sosna ha subito una gestazione travagliata. Iniziato nei primi anni '90 presso l'ufficio di progettazione TotschMasch, i lavori furono presto interrotti. Ripresi nel corso degli anni 2000, nel 2013, il primo esemplare di Sosna è stato presentato al pubblico. Verso la fine del 2015, sono iniziati i test presso i reparti delle forze armate russe, mentre il primo esemplare di serie per le forze armate russe è stato consegnato nel 2018, con entrata in servizio nell'anno successivo.

## Caratteristiche
Il sistema è costituito da 12 container sigillati collocati su una torretta automatizzata in grado di ruotare di 360°. Nella torretta sono affogate in un sistema elettro-ottico apparecchiature di ricerca e tracciamento dei bersagli, unità di controllo del volo combinate da un sistema di controllo elettro-ottico (EOCS) protetto da ECM ad alta precisione. Può essere utilizzato giorno / notte e in condizioni meteorologiche avverse grazie all'applicazione di un canale di immagine termica ad alta sensibilità che non è influenzato dalla nebbia e dal fumo. Il sensore ottico autonomo di Sosna consente di tracciare 50 bersagli nel raggio di 30 km e di ingaggiarne uno in movimento entro i 10 km.
Può essere utilizzato anche in versione contro-carro, data la capacità del missile di detonare all'impatto o in prossimità del bersaglio.

## Armamento
Le munizioni inizialmente destinate al Sosna erano evoluzioni del 9M331M missile tuttora in uso sul Tunguska denominate 9M337. Quest'ultimo, i cui lavori di sviluppo erano iniziati negli anni '90, vennero ripresi più volte e sfociarono negli anni 2000 nei lavori per il più recente 9M340.
Entrambe le versioni, 9M337 e 9M340, sono costituite da due stadi: un booster dotato di pinne stabilizzatrici estensibili ed un secondo stadio che ospita i fusibili ed una testata da 6,9 kg. Subito dopo il lancio il missile accelera fino a 900 m/s in circa 1000 m dal punto di lancio, al raggiungimento dei quali il booster viene sganciato ed il secondo stadio prosegue il volo in planata. A circa 10 km di distanza la velocità del missile è stata stimata in circa 565 m/s. Il missile, guidato a distanza dai sensori del lanciatore, può inoltre eseguire virate con carico trasversale fino a 40G.

## Piattaforme
Il Sosna è stato più volte presentato a bordo di uno scafo cingolato MT-LB ma può essere equipaggiato su numerosi altri veicoli corazzati più o meno pesanti, quali: BMP-3, BMD-4, T-15, BTR-80A

## Varianti
Sosna-R: versione terrestre dotata di 12 missili suddivisi in due container da sei;
3S89 Palma: versione navale dotata di 8 missili suddivisi in due container da quattro.

## Operatori
Russia